# Eliteserien 1998
La Eliteserien 1998, nota anche come Tippeligaen 1998 per ragioni di sponsorizzazione, fu la cinquantatreesima edizione della Eliteserien, massima serie del campionato norvegese di calcio. Vide la vittoria finale del Rosenborg, al suo tredicesimo titolo, il settimo consecutivo. Capocannoniere del torneo fu Sigurd Rushfeldt (Rosenborg), con 27 reti.

## Stagione

### Novità
Dalla Eliteserien 1997 vennero retrocessi il Lyn Oslo e lo Skeid, mentre dalla 1. divisjon 1997 vennero promossi il Vålerenga e il Moss.

### Formula
Le quattordici squadre partecipanti si affrontarono in un girone all'italiana con partite di andata e di ritorno, per un totale di 26 giornate. La prima classificata, vincitrice del campionato, veniva ammessa alla UEFA Champions League 1999-2000, assieme alla seconda classificata. La terza classificata veniva ammessa alla Coppa UEFA 1999-2000, assieme al vincitore della Coppa di Norvegia. Due ulteriori posti venivano assegnati per la partecipazione alla Coppa Intertoto 1999. La dodicesima classificata disputava uno spareggio promozione/retrocessione con la terza classificata in 1. divisjon. Le ultime due classificate venivano retrocesse direttamente in 1. divisjon.

## Squadre partecipanti
| Club         | Stagione | Città       | Stagione 1997            |
| ------------ | -------- | ----------- | ------------------------ |
| Bodø/Glimt   | dettagli | Bodø        | 7º posto in Eliteserien  |
| Brann        | dettagli | Bergen      | 2º posto in Eliteserien  |
| Haugesund    | dettagli | Haugesund   | 9º posto in Eliteserien  |
| Kongsvinger  | dettagli | Kongsvinger | 6º posto in Eliteserien  |
| Lillestrøm   | dettagli | Lillestrøm  | 10º posto in Eliteserien |
| Molde        | dettagli | Molde       | 4º posto in Eliteserien  |
| Moss         | dettagli | Moss        | 2º posto in 1. divisjon  |
| Rosenborg    | dettagli | Trondheim   | Campione di Norvegia     |
| Sogndal      | dettagli | Sogndal     | 11º posto in Eliteserien |
| Stabæk       | dettagli | Bærum       | 5º posto in Eliteserien  |
| Strømsgodset | dettagli | Drammen     | 3º posto in Eliteserien  |
| Tromsø       | dettagli | Tromsø      | 12º posto in Eliteserien |
| Vålerenga    | dettagli | Oslo        | 1º posto in 1. divisjon  |
| Viking       | dettagli | Stavanger   | 8º posto in Eliteserien  |

## Classifica finale
|  | Pos. | Squadra      | Pt | G  | V  | N | P  | GF | GS | DR  |
|  | ---- | ------------ | -- | -- | -- | - | -- | -- | -- | --- |
|  | 1.   | Rosenborg    | 63 | 26 | 20 | 3 | 3  | 79 | 23 | +56 |
|  | 2.   | Molde        | 54 | 26 | 16 | 6 | 4  | 70 | 34 | +36 |
|  | 3.   | Stabæk       | 53 | 26 | 16 | 5 | 5  | 63 | 29 | +34 |
|  | 4.   | Viking       | 46 | 26 | 14 | 4 | 8  | 66 | 44 | +22 |
|  | 5.   | Bodø/Glimt   | 36 | 26 | 9  | 9 | 8  | 47 | 47 | 0   |
|  | 6.   | Brann        | 35 | 26 | 9  | 8 | 9  | 44 | 39 | +5  |
|  | 7.   | Vålerenga    | 33 | 26 | 10 | 3 | 13 | 44 | 48 | -4  |
|  | 8.   | Lillestrøm   | 33 | 26 | 9  | 6 | 11 | 41 | 49 | -8  |
|  | 9.   | Moss         | 32 | 26 | 10 | 2 | 14 | 36 | 55 | -19 |
|  | 10.  | Strømsgodset | 32 | 26 | 9  | 5 | 12 | 40 | 61 | -21 |
|  | 11.  | Tromsø       | 28 | 26 | 7  | 7 | 12 | 39 | 48 | -9  |
|  | 12.  | Kongsvinger  | 26 | 26 | 7  | 5 | 14 | 35 | 59 | -24 |
|  | 13.  | Haugesund    | 23 | 26 | 6  | 5 | 15 | 41 | 55 | -14 |
|  | 14.  | Sogndal      | 16 | 26 | 4  | 4 | 18 | 26 | 80 | -54 |

Legenda:
      Campione di Norvegia e ammessa alla UEFA Champions League 1999-2000
      Ammessa alla UEFA Champions League 1999-2000
      Ammessa alla Coppa UEFA 1999-2000
      Ammessa alla Coppa Intertoto 1999
 Ammessa allo spareggio retrocessione-promozione
      Retrocessa in 1. divisjon 1999
Note:
Tre punti a vittoria, uno a pareggio, zero a sconfitta.

## Risultati
|              | Ros  | Mol  | Stb  | Vik  | Bod  | Bra  | Vål  | Lil  | Mos  | Str  | Tro  | Kon  | Hau  | Sog  |
| ------------ | ---- | ---- | ---- | ---- | ---- | ---- | ---- | ---- | ---- | ---- | ---- | ---- | ---- | ---- |
| Rosenborg    | –––– | 1-2  | 2-2  | 3-1  | 3-0  | 4-2  | 1-0  | 6-1  | 6-0  | 7-1  | 1-1  | 4-0  | 1-0  | 4-0  |
| Molde        | 0-2  | –––– | 1-1  | 4-4  | 1-0  | 2-2  | 4-1  | 4-0  | 6-0  | 1-3  | 2-2  | 4-1  | 4-1  | 4-0  |
| Stabæk       | 2-0  | 1-4  | –––– | 4-3  | 3-2  | 1-1  | 2-0  | 1-1  | 4-0  | 4-0  | 1-0  | 2-1  | 1-1  | 5-1  |
| Viking       | 1-2  | 3-1  | 1-3  | –––– | 1-1  | 2-3  | 3-0  | 0-1  | 5-2  | 4-1  | 1-2  | 4-2  | 3-1  | 5-1  |
| Bodø/Glimt   | 2-6  | 0-2  | 1-3  | 3-1  | –––– | 2-2  | 2-1  | 1-1  | 2-1  | 6-2  | 3-2  | 0-0  | 3-2  | 3-0  |
| Brann        | 0-0  | 2-2  | 2-0  | 1-4  | 2-1  | –––– | 3-0  | 1-2  | 0-1  | 0-1  | 3-1  | 3-0  | 2-2  | 4-0  |
| Vålerenga    | 0-2  | 3-1  | 2-0  | 2-2  | 2-2  | 3-2  | –––– | 1-5  | 1-0  | 1-1  | 1-0  | 2-3  | 3-2  | 4-0  |
| Lillestrøm   | 0-3  | 1-1  | 2-3  | 2-3  | 0-0  | 1-1  | 3-2  | –––– | 3-4  | 2-4  | 2-1  | 0-3  | 5-0  | 0-1  |
| Moss         | 1-3  | 0-2  | 1-0  | 0-1  | 0-1  | 3-0  | 3-2  | 1-2  | –––– | 3-1  | 3-2  | 2-0  | 2-0  | 1-1  |
| Strømsgodset | 0-2  | 1-2  | 2-1  | 1-5  | 2-2  | 0-2  | 0-5  | 2-3  | 2-0  | –––– | 3-2  | 1-0  | 4-1  | 2-1  |
| Tromsø       | 3-4  | 2-6  | 0-4  | 1-2  | 4-4  | 1-0  | 2-1  | 1-0  | 0-0  | 2-2  | –––– | 3-0  | 2-1  | 3-1  |
| Kongsvinger  | 2-8  | 0-3  | 1-5  | 1-1  | 0-0  | 2-2  | 1-3  | 3-0  | 2-4  | 2-1  | 2-1  | –––– | 0-1  | 3-2  |
| Haugesund    | 0-3  | 2-3  | 0-1  | 1-4  | 5-4  | 2-3  | 3-1  | 0-2  | 5-1  | 1-1  | 1-1  | 1-1  | –––– | 4-0  |
| Sogndal      | 2-1  | 1-4  | 0-9  | 1-2  | 1-2  | 2-1  | 1-3  | 2-2  | 4-3  | 2-2  | 0-0  | 2-5  | 0-4  | –––– |

## Spareggio promozione/retrocessione
Allo spareggio vennero ammessi il Kongsvinger, dodicesimo classificato in Eliteserien, e il Kjelsas, terzo classificato in 1. divisjon. Il Kongsvinger vinse gli spareggi e mantenne la categoria.
|             | Risultati |             | Luogo e data    |
| ----------- | --------- | ----------- | --------------- |
| Kongsvinger | 2 - 2     | Kjelsås     | 28 ottobre 1998 |
| Kjelsås     | 0 - 5     | Kongsvinger | 31 ottobre 1998 |
|             |           |             |                 |

## Statistiche

### Classifica marcatori
| Gol |  |  | Giocatore         | Squadra      |
| --- |  |  | ----------------- | ------------ |
| 27  |  |  | Sigurd Rushfeldt  | Rosenborg    |
| 20  |  |  | Rune Lange        | Tromsø       |
| 19  |  |  | Petter Belsvik    | Stabæk       |
| 19  |  |  | Jostein Flo       | Strømsgodset |
| 16  |  |  | Andreas Lund      | Molde        |
| 15  |  |  | Ríkharður Daðason | Molde        |
| 14  |  |  | Mini Jakobsen     | Rosenborg    |